# Teoria rozbitych okien

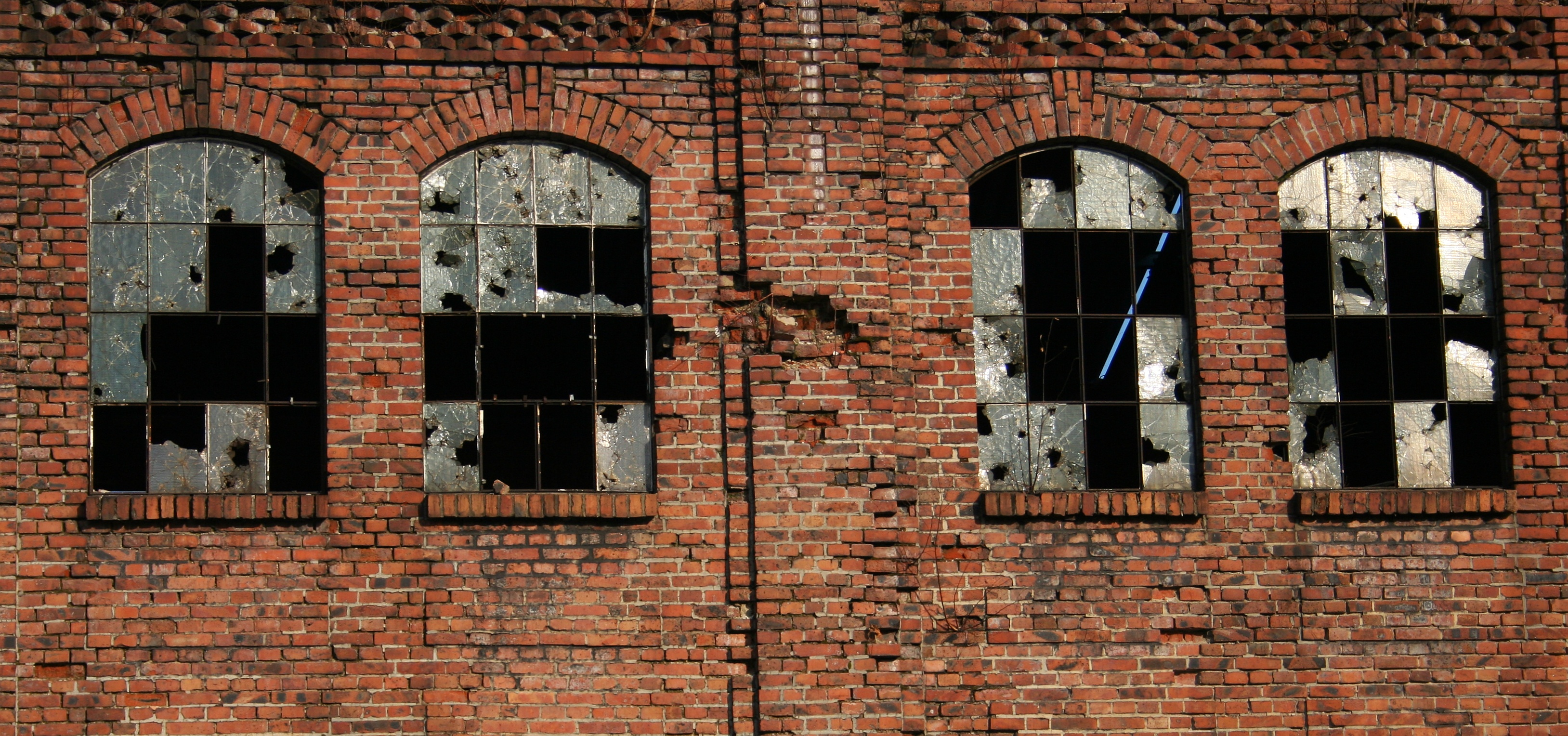
Rozbite okna w dzielnicy Katowic Janów-Nikiszowiec, ze względu na występujące w niej problemy społeczne, poddawanej obecnie rewitalizacji. Tego typu akty wandalizmu widoczne są w innych dzielnicach miast przemysłowych, w których upadały zakłady pracy.

Teoria rozbitych okien (teoria rozbitej szyby) – koncepcja w kryminologii i socjologii miasta zakładająca, że brak reakcji na łamanie mniej ważnych norm społecznych, np. tłuczenia szyb w oknach w danej dzielnicy, sprzyja wzrostowi przestępczości i łamaniu innych norm na zasadzie zaraźliwości.
Koncepcja ta opracowana została przez George’a Kellinga i Catherine Coles w pozycji Fixing Broken Windows: Restoring Order and Reducing Crime in Our Communities w roku 1982. Doprowadziła ona do wprowadzenia programu Zero tolerancji w Stanach Zjednoczonych.
W roku 2008 opisana została seria eksperymentów, których wyniki potwierdzały koncepcje „rozbitych okien”. W sytuacji, gdy w otoczeniu był hałas lub na ścianach znajdowały się graffiti, tendencja do łamania norm społecznych (śmiecenia, przywłaszczania mienia) zwiększała się.
Ze względu na zaraźliwość aktów wandalizmu w przestrzeni miejskiej postuluje się szybkie ich usuwanie.